# Yllenus bator
Yllenus bator là một loài nhện trong họ Salticidae.
Loài này thuộc chi Yllenus. Yllenus bator được Jerzy Prószyński miêu tả năm 1968.